# Callejón de los MiG

Mapa que muestra la ubicación general del Callejón de los MiG.

Callejón de los MiG (MiG Alley, en inglés) es el nombre que le dieron los pilotos de la Fuerza Aérea de Estados Unidos a la parte noroccidental de Corea del Norte, donde el río Yalu desemboca en el mar Amarillo. Durante la guerra de Corea, fue el lugar donde se desarrollaron numerosos combates aéreos cercanos entre los aviones de combate a reacción estadounidenses y los de las fuerzas comunistas, especialmente de la Unión Soviética, lo que fue confirmado después de la caída de la Unión Soviética. Los aviones que más se usaron durante la mayor parte del conflicto fueron el North American F-86 Sabre estadounidense y el Mikoyan-Gurevich MiG-15 de construcción soviética, el sobrenombre del área derivó de este último aparato. Debido a que fue el sitio de las primeras batallas aéreas entre aviones de reacción, el Callejón de MiGs es considerado el lugar de nacimiento del combate aéreo de aviones a reacción.

## Los MiG entran a escena

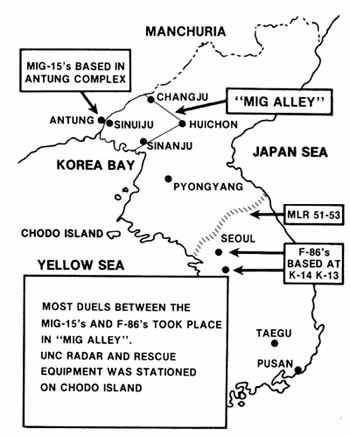
Mapa de los combates aéreos en la guerra de Corea.

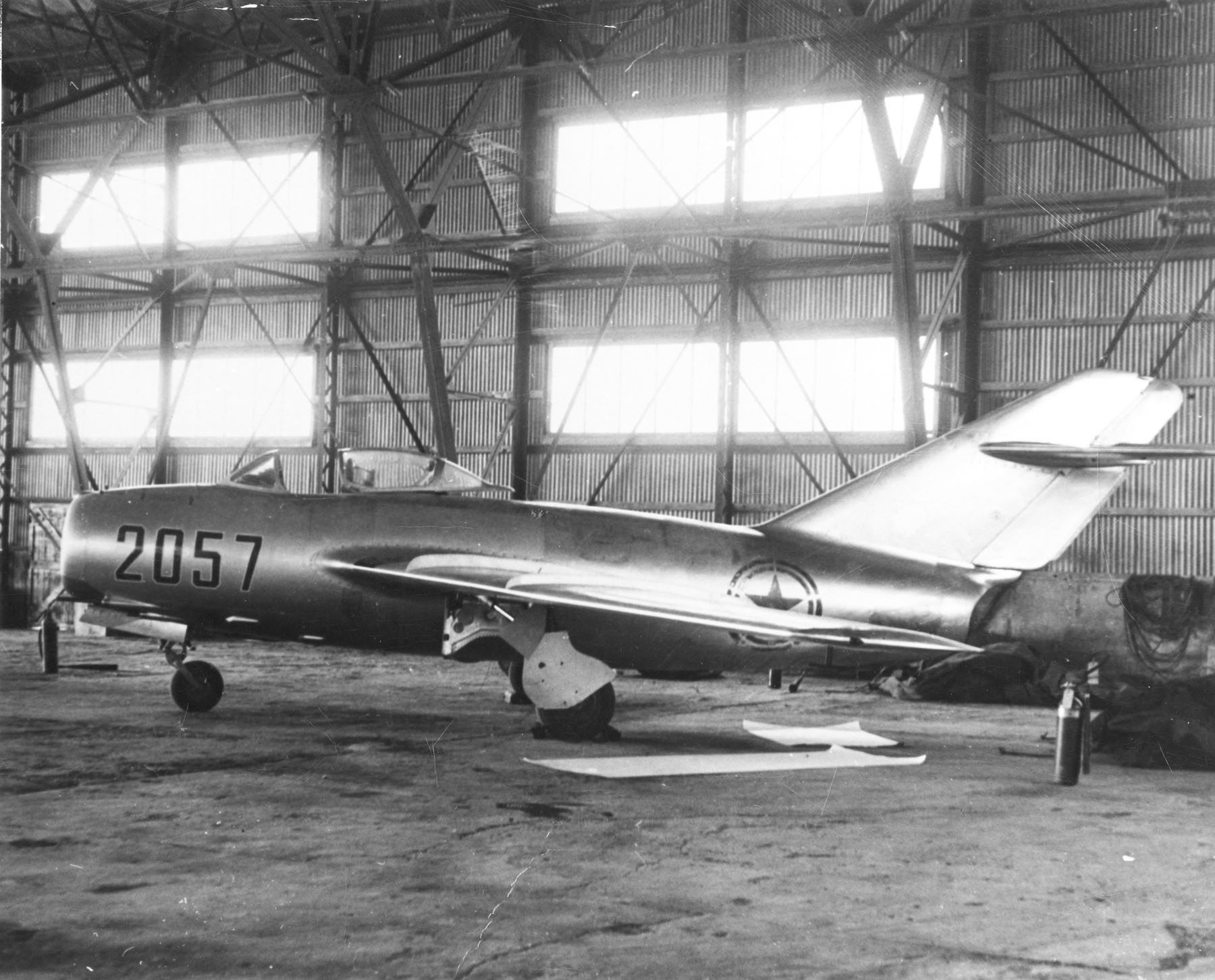
Un avión MiG-15 entregado por un piloto norcoreano desertor a la Fuerza Aérea de Estados Unidos.

Los norcoreanos comenzaron su guerra contra Corea del Sur el 25 de junio de 1950 con una fuerza aérea pequeña y obsoleta equipada con aviones de hélice soviéticos de la época de la Segunda Guerra Mundial dirigidos por pilotos con poco entrenamiento y experiencia. Una vez que Estados Unidos comprometió su poder aéreo en la guerra, esta fuerza fue rápidamente destruida.
Durante varios meses, los aviones de caza estadounidenses F-80 Shooting Star y F-84 Thunderjet, junto con los bombarderos B-29 Superfortress y los aviones de la Armada y el Cuerpo de Marines de los Estados Unidos, se pasearon por los cielos de Corea del Norte virtualmente a placer mientras que los norcoreanos y sus patrocinadores soviéticos y comunistas chinos discutían detrás de escena acerca del mejor curso de acción a seguir para contrarrestar el poderío aéreo estadounidense. Para octubre, la Unión Soviética había acordado proporcionar regimientos aéreos equipados con los cazas de altas prestaciones MiG-15, junto con las tripulaciones entrenadas para manejarlos. Simultáneamente, el Kremlin acordó proporcionar a los chinos y norcoreanos MiG-15 adicionales, así como entrenar a sus pilotos.
Los primeros encuentros ocurrieron el 1 de noviembre de 1950, cuando ocho MiG-15 interceptaron a aproximadamente 15 P-51 Mustang estadounidenses. El piloto soviético teniente primero Fiodor Chizh derribó y mató al piloto estadounidense Aaron Abercrombie. Más tarde en ese día, el piloto soviético teniente primero Semyon Jominich (también escrito Khominich) se convirtió en el primer piloto de la historia en ser acreditado con un derribo entre aviones a reacción. Esto ocurrió cuando tres MiG-15 atacaron a aproximadamente 10 cazas estadounidenses F-80C, con Jominich adjudicándose el F-80C del piloto estadounidense Frank Van Sickle (listado en los registros estadounidenses como habiendo sido muerto por artillería antiaérea).
El 9 de noviembre de 1950, los soviéticos sufrieron su primera baja cuando el teniente comandante William T. Amen derribó y mató al capitán Mijael Grachev.
El 12 de abril de 1951 fue llamado por los pilotos estadounidenses como el "Jueves Negro", cuando tres escuadrones (30 aviones) de MiG-15 atacaron a tres escuadrones de bombarderos B-29 Superfortress (36 aviones) protegidos por aproximadamente 100 cazas F-80 Shooting Star y F-84 Thunderjet. Con ninguna baja por el lado soviético se registraron 12 B-29 destruidos. Posterior a este hecho, las misiones de combate estadounidense fueron detenidas durante aproximadamente tres meses, forzando a las fuerzas estadounidenses a cambiar sus tácticas, como volar durante la noche en grupos pequeños.

## Secreto

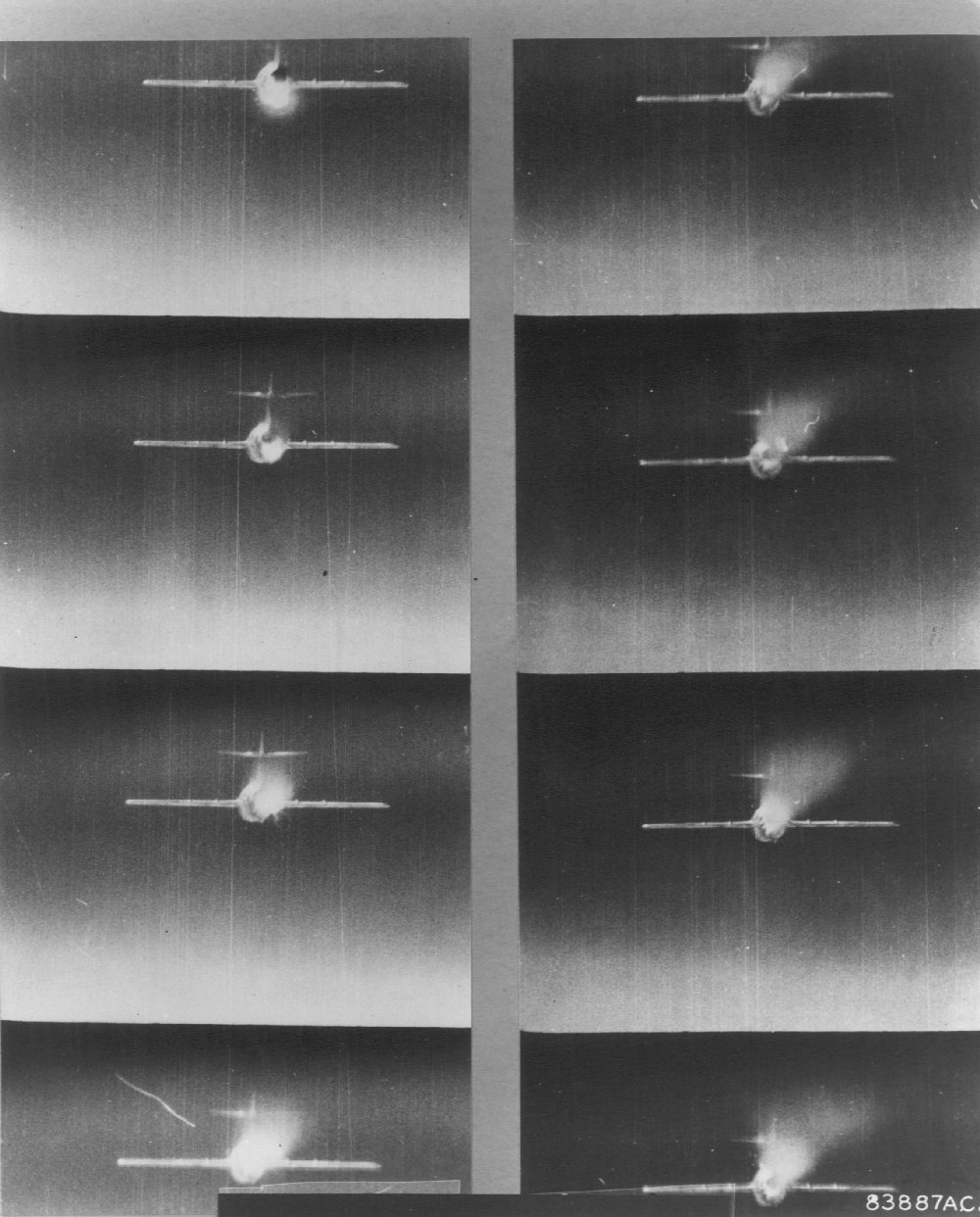
Una secuencia de una cámara de cañón que muestra a un MiG-15 soviético sobre Corea en abril de 1953.

Las Naciones Unidas sospecharon durante muchos años de la participación de tripulaciones aéreas soviéticas en la Guerra de Corea, aunque eso fue consistentemente negado por la Unión Soviética. Sin embargo, con el fin de la Guerra Fría, los pilotos soviéticos que participaron en el conflicto comenzaron a revelar su papel en ella.
Los aviones soviéticos eran pintados con marcas norcoreanas o chinas y los pilotos usaban uniformes norcoreanos o ropas civiles para disimular sus orígenes. Para las comunicaciones por radio, se les entregaban tarjetas con palabras comunes coreanas para varios términos de vuelo, escritas fonéticamente en caracteres cirílicos. Estos subterfugios no lograron sobrevivir al combate aire-aire, y pronto los pilotos se comunicaban rutinariamente en ruso.
Los regimientos de MiG-15 soviéticos estaban basados en aeródromos chinos en Manchuria, donde, de acuerdo a las reglas de combate estadounidenses, ellos no podían ser atacados por las fuerzas estadounidenses. Muchos regimientos soviéticos se sometían a entrenamiento preliminar en bases soviéticas en el vecino Distrito Militar Marítimo Soviético. Las tropas de defensa antiaérea soviéticas también comenzaron a llegar a lo largo del Yalu, instalando radares, centros de control terrestre, reflectores y grandes cantidades de cañones antiaéreos para disuadir de cualquier ataque contra los aeródromos chinos.
Mientras que los pilotos estadounidense se enojaban ante las restricciones impuestas para atacar a los aeródromos chinos de los MiG, no se supo hasta muchos años más tarde que los pilotos de MiGs también operaban bajo restricciones similares. Para conservar la ficción de que los pilotos soviéticos no estaban combatiendo en Corea, les fue prohibido volar sobre territorio no controlado por los comunistas o acercarse a menos de 30 millas (48 km) o 50 millas (80 km) de las líneas de combate aliadas. Un piloto soviético derribado dentro de territorio controlado por las Naciones Unidas se suicidó con su pistola para no ser tomado como prisionero. Otro piloto, que se lanzó en paracaídas en medio del Mar Amarillo, fue ametrallado para impedir su captura. Tampoco podían perseguir aviones estadounidenses sobre el Mar Amarillo que se encontraba bajo control estadounidense.
A pesar de las restricciones, muchos pilotos estadounidenses aprovecharon la excepción de una "persecución caliente" para volar sobre China persiguiendo MiG a través del Río Yalu. Posteriormente, la "persecución caliente" se convirtió en una cacería activa de MiGs sobre Manchuria, con los pilotos estadounidenses manteniendo un "código de silencio" acerca de estas patrullas. Los líderes de vuelo escogían compañeros de vuelo que podían mantener el silencio, y muchos rollos de filmaciones de cámaras de cañón incriminatorios se perdieron "misteriosamente".
Estados Unidos llevó a cabo la Operación Moolah para alentar a los pilotos comunistas, especialmente a los rusos, a desertar hacia Corea del Sur con un MiG-15. Se suponía que la operación no solo serviría como un factor psicológico para mostrar la superioridad de la democracia sobre el comunismo, sino también para llevar a cabo un análisis de las prestaciones en vuelo de un MiG-15.

## Legado

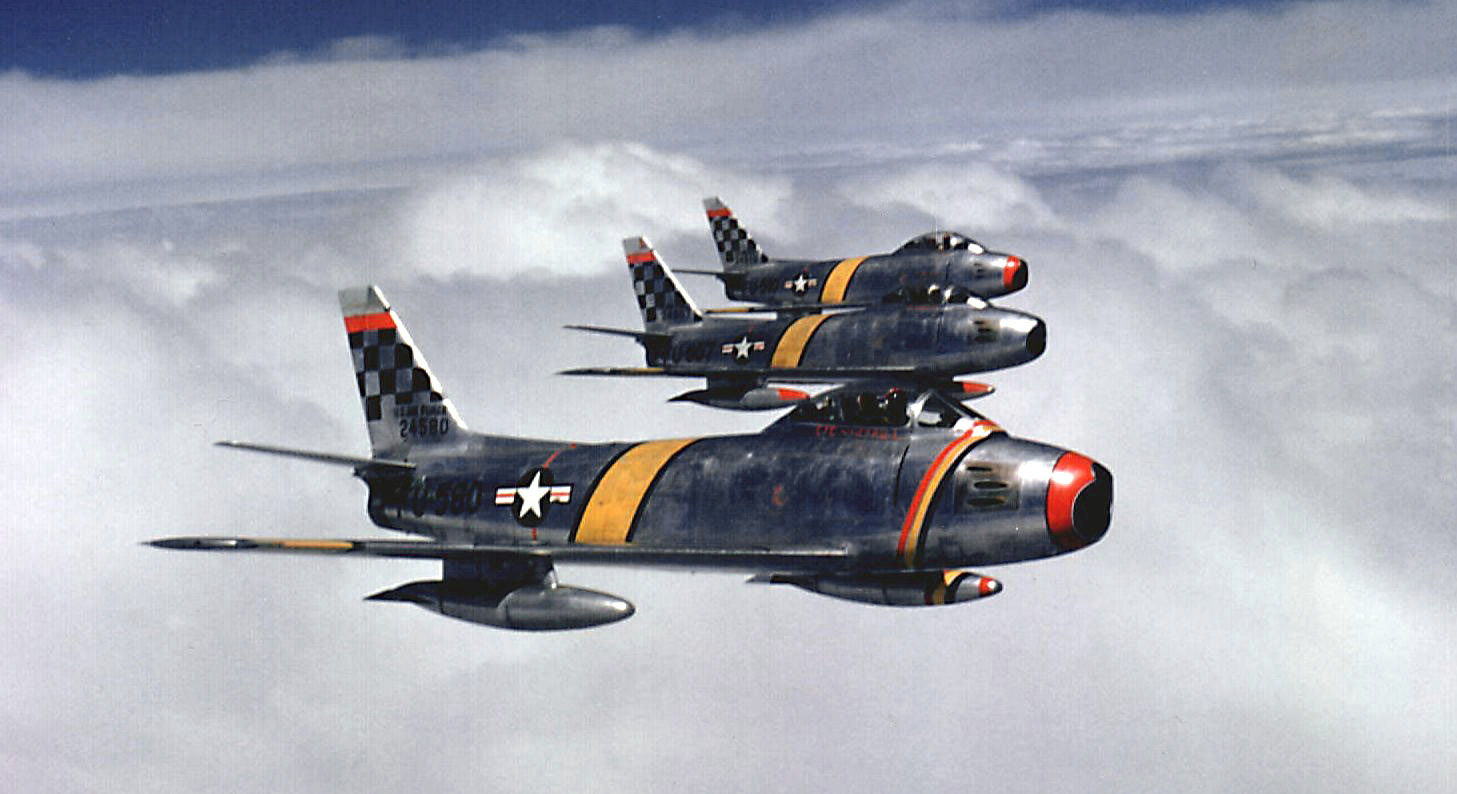
F-86F pertenecientes al Ala de Caza 51 volando sobre Corea en el año 1953.

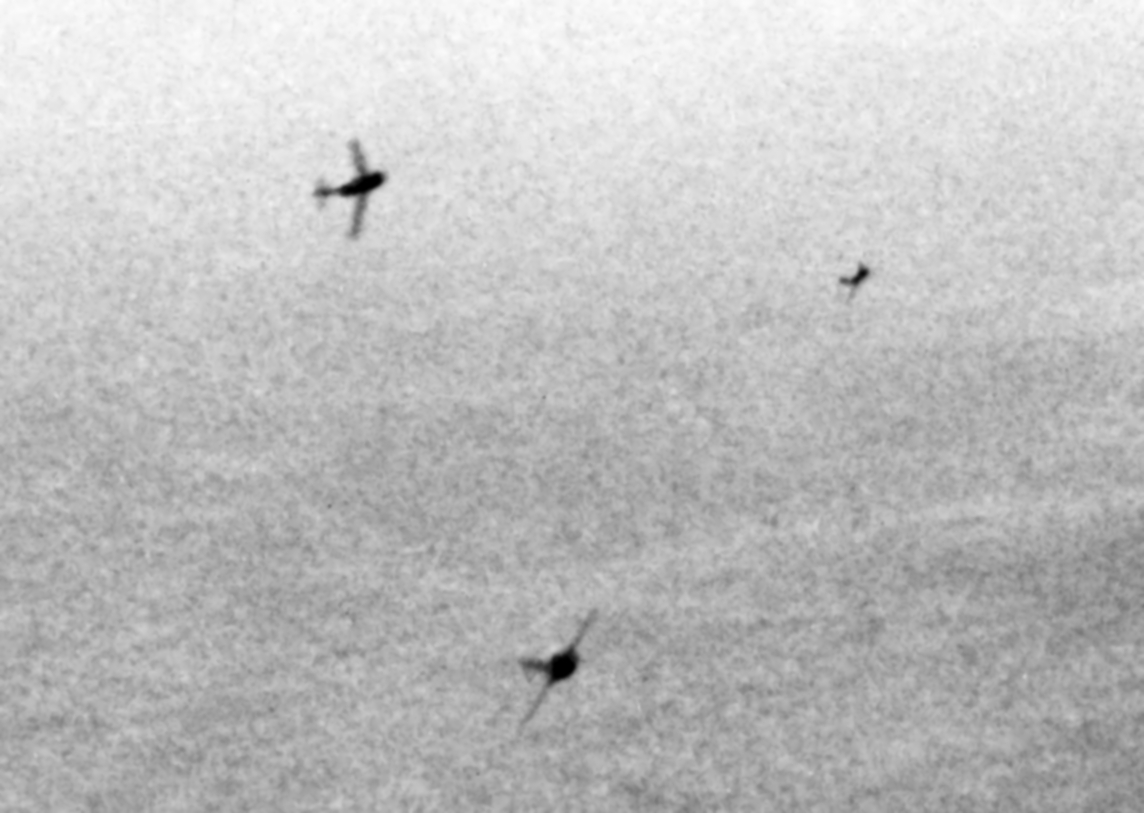
MiG-15 virando para atacar un B-29 en el año 1951.

Las batallas ocurridas en el Callejón de MiGs produjeron muchos ases. Los ases con más victorias fueron rusos. Nikolai Sutyagin reivindicó 21 derribos (incluyendo nueve F-86, un F-84 y un Gloster Meteor) en menos de siete meses. Su primer derribo fue el F-86A del piloto Robert H. Laier el 19 de junio de 1951 (aunque este aparece en los registros estadounidenses como desaparecido en combate), y el último ocurrió el 11 de enero de 1952, cuando él derribó y mató al piloto Thiel M. Reeves, quien se encontraba volando un F-86E (Reeves también aparece como registrado como desaparecido en combate).
Otros ases soviéticos famosos incluyen a Yevgeni G. Pepelyayev, quien reivindicó 19 derribos, y a Lev Kirilovich Shchukin, quien reivindicó 17 derribos, a pesar de que él mismo fue derribado dos veces.
El as estadounidense con más derribos de la guerra, el capitán Joseph C. McConnell, reivindicó 16 derribos, incluyendo tres en un día. Su historia es presentada en una película llamada The McConnell Story, protagonizada por Alan Ladd y June Allyson.
El segundo as con más derribos, el comandante James Jabara, fue el primer as estadounidense de aviones a reacción contra aviones a reacción. Otro as, Frederick C. "Boots" Blesse, se adjudicó nueve MiG-15 en su F-86 Sabre y más tarde escribió el libro No Guts, No Glory (en español: Sin Agallas no hay Gloria), un manual sobre el combate aéreo con aviones de caza que aún hoy es estudiado.
George Andrew Davis, Jr. se convirtió en uno de los primeros miembros de la nueva Fuerza Aérea de Estados Unidos en recibir una Medalla de Honor después de morir en acción cuando se encontraba liderando su sección de dos F-86 contra 12 MiG-15, intentando derribarlos a todos ellos.
La Fuerza Aérea de Estados ha dicho que mantuvo una superioridad aérea durante toda la guerra y que obtuvo una significativa proporción de derribos a su favor sobre las fuerzas aéreas enemigas que operaban en y alrededor de Corea.[cita requerida] Esta proporción de derribos a favor de la Fuerza Aérea de Estados Unidos fue de 10 a 1. Fuente rusas modernas indican una proporción de derribos de 3,4 a 1 a favor de los soviéticos. Algunos consideran que los totales de derribos ocurridos en el Callejón de MiGs son controvertidos. Los soviéticos declaran que se derribaron por parte de la VVS 1.106 aviones de las Naciones Unidas de todos los tipos, incluyendo aproximadamente 650 F-86 Sabre. En cambio la Fuerza Aérea de Estados Unidos dice que ellos perdieron menos de 200 aviones en combate aéreo. También los pilotos de F-86 declaran que derribaron 792 MiG, mientras que los artilleros de B-29 se atribuyen otros 16 adicionales. Más de 30 pilotos de Sabre fueron derribados detrás de las líneas enemigas y su destino no ha sido esclarecido de forma definitiva. Se informó que los pilotos sobrevivientes, capturados y posteriormente repatriados después del armisticio, fueron interrogados por coreanos, rusos y chinos. Durante años después de que la guerra terminara en el año 1953, persistieron rumores de que los soviéticos mantenían cautivos a pilotos sin retornarlos.

## Videojuegos
Se han desarrollado varios juegos de computadora basados en el contexto de los combates aéreos ocurridos en el Callejón de MiGs, entre ellos se encuentran los siguientes:
- MiG Alley Ace, comercializado por MicroProse en el año 1985.[9][10]
- Sabre Ace, Conflict Over Korea: 25 June 1950-27 July 1953 (en español: As Sabre, Conflicto en Corea: 25 de junio de 1950 - 27 de julio de 1953) Londres: Eagle Interactive/Virgin Interactive, 1997. Los jugadores podían usar un F-86 Sabre estadounidense contra los MiG-15 en la Guerra de Corea.
- MiG Alley Empire Interactive/Rowan Software, 1999. Un simulador de vuelo de combate de la Guerra de Corea.
- "Sabre vs MiG", un paquete de expansión para el juego Microsoft Combat Flight Simulator 2 from Flight 1 Just Flight.
- "Korean Combat Pilot" (en español: Piloto de Combate Sobre Corea), un paquete de expansión para el juego Microsoft Combat Flight Simulator 1 and 2 from Just Flight.
- "Red Star" (en español: Estrella Roja) un paquete de expansión para el juego Microsoft Combat Flight Simulator 2, un trabajo producido por el Proyecto Guerra de Corea Fox Four CFS2 Korean War Project.
- Tom Clancy's HAWX 2 comercializado por un DLC llamado 'MiG Alley', el paquete agrega el F-86 Sabre y el MiG-15 como aviones posibles para usar por los jugadores.

## Otros
Una sección del Museo Polaco de Aviación, donde se almacenan los aviones post-soviéticos, es llamada "El Callejón de MiG" (pl. Aleja MiGów).